# Burg Lövenich
Die Burg Lövenich war eine Burg in Lövenich, einem Stadtteil von Zülpich in Nordrhein-Westfalen. Sie hat südlich der Kirche gestanden. 
Die Burg war schon Anfang des 19. Jahrhunderts nur noch als Grabengeviert zu erkennen. Die Gräben wurden später zum Bau der Straße von Lövenich nach Linzenich zugeschüttet. Die Ausdehnung der Gräben auf alten Landkarten lässt auf eine geringe Größe der Burg schließen. 
Erstmals wird die Burg als Lehen der Edelherren von Hengebach (Heimbach (Eifel)) im Jahre 1124 erwähnt. Mehr als einen Herrenhof wird es zu damaliger Zeit nicht gegeben haben.  1417 wird der Herrensitz erst wieder erwähnt. Die Burg schien also zu der seltenen Spezies der Hochadelssitze gehört haben. Als Rittersitz wird die Burg noch im 18. Jahrhundert aufgeführt. Nach dem Aussterben der Hoen von Heimbach erbten die von Horst zu Boisdorf das Anwesen. 1779 brannte das gesamte Gebäude ab. 1872 wurden die letzten Reste der Burg abgerissen. Über das Aussehen der Burg ist nichts bekannt.